# Marian Jeż (polityk)
Marian Jeż (ur. 1 czerwca 1941 w Drobnicach) – polski polityk i spółdzielca, poseł na Sejm X kadencji (1989–1991).

## Życiorys
Ukończył w 1966 studia w Wyższej Szkole Rolniczej we Wrocławiu, uzyskując tytuł zawodowy inżyniera budownictwa wodno-melioracyjnego. W latach 1966–1968 pracował w Rejonowym Przedsiębiorstwie Melioracyjnym w Myśliborzu, a od 1969 do 1974 w RPM w Nowogardzie na stanowisku zastępcy dyrektora. W 1976 został dyrektorem Przedsiębiorstwa Budownictwa Ogólnego w Nowogardzie.
W 1969 wstąpił do Polskiej Zjednoczonej Partii Robotniczej, z jej ramienia w 1989 uzyskał mandat posła na Sejm kontraktowy z okręgu świnoujskiego. Na koniec kadencji należał do Parlamentarnego Klubu Lewicy Demokratycznej, pracował w Komisji Systemu Gospodarczego i Polityki Przemysłowej, Komisji Systemu Gospodarczego, Przemysłu i Budownictwa oraz Komisji Polityki Przestrzennej, Budowlanej i Mieszkaniowej. W 1991 nie ubiegał się o reelekcję. Zawodowo związany ze spółdzielczością w tym jako prezes zarządu Spółdzielni Mieszkaniowej „Cisy” w Nowogardzie.

## Odznaczenia
W 1985 odznaczony Złotym Krzyżem Zasługi.